# High Moon Studios
High Moon Studios (ex Sammy Studios) è un'azienda statunitense produttrice di videogiochi. Dopo un periodo indipendente, nel gennaio del 2006, la società è stata acquisita da Vivendi Games e ha mantenuto il nome attuale. Adesso è di proprietà di Microsoft attraverso gli Xbox Game Studios. Ha sviluppato molteplici videogiochi Transformers oltre a contribuire allo sviluppo di Call of Duty: Advanced Warfare e Destiny.
Il 18 gennaio 2022 Microsoft ha annunciato l’acquisizione di Activision Blizzard per 68,7 miliardi di dollari rendendo lo studio una sussidiaria di Xbox Game Studios.

## Giochi
| Anno | Gioco                                 | Piattaforma/e                                    |
| ---- | ------------------------------------- | ------------------------------------------------ |
| 2005 | Darkwatch                             | PlayStation 2, Xbox                              |
| 2008 | Robert Ludlum's The Bourne Conspiracy | PlayStation 3, Xbox 360                          |
| 2010 | Transformers: War for Cybertron       | PC, PlayStation 3, Xbox 360                      |
| 2011 | Transformers 3                        | PlayStation 3, Xbox 360                          |
| 2012 | Transformers: La caduta di Cybertron  | PC, PlayStation 3, Xbox 360                      |
| 2013 | Deadpool                              | PC, PlayStation 3, Xbox 360                      |
| 2014 | Call of Duty: Advanced Warfare        | PlayStation 3, Xbox 360                          |
| 2014 | Destiny                               | PlayStation 3, Xbox 360, PlayStation 4, Xbox One |